# Zapasy na Letnich Igrzyskach Olimpijskich 1984 – kategoria do 52 kg w stylu klasycznym
Zmagania mężczyzn do 52 kg to jedna z dziesięciu męskich konkurencji w zapasach w stylu klasycznym rozgrywanych podczas Letnich Igrzysk Olimpijskich 1984. Pojedynki w tej kategorii wagowej odbyły się w dniach 31 lipca – 1 sierpnia.

## Klasyfikacja[1]
| Pozycja | Nazwisko                  | Kraj             |
| ------- | ------------------------- | ---------------- |
| 1       | Atsuji Miyahara           | Japonia          |
| 2       | Daniel Aceves             | Meksyk           |
| 3       | Bang Dae-du               | Korea Południowa |
| 4       | Hu Richa                  | Chiny            |
| 5       | Jon Rønningen             | Norwegia         |
| 6       | Taisto Halonen            | Finlandia        |
| 7       | Erol Kemah                | Turcja           |
| 8       | Mihai Cișmaș              | Rumunia          |
| 9       | Iván Garcés               | Ekwador          |
| 10      | Jean-Pierre Chambellan    | Francja          |
| .       | Anders Bükk               | Szwecja          |
| .       | Mahmud Fath Allah Barakat | Egipt            |

## Zasady[2]
Uczestnicy zostali podzieleni na dwie grupy. Zawodnik który przegrał dwie walki odpadł z dalszej rywalizacji.
- SP — Przewaga (8-11 punktów różnicy, pokonany zdobył punkty)
- ST — Przewaga (12 punktów różnicy, przewaga techniczna)
- P1 — Pasywność (Przy prowadzeniu różnicą 1-7 punktów)
- PP — Na punkty (1-7 punktów różnicy, pokonany zdobył punkty)

## Wyniki

### Rundy eliminacyjne

#### Grupa A
| Przegrane | Zawodnik               | Wynik   | Czas/Punkty | Zawodnik               | Przegrane |         |
| Runda 1   | Runda 1                | Runda 1 | Runda 1     | Runda 1                | Runda 1   | Runda 1 |
| --------- | ---------------------- | ------- | ----------- | ---------------------- | --------- | ------- |
| 0         | Atsuji Miyahara        | 3-0 P1  | 3:52        | Mihai Cișmaș           | 1         |         |
| 1         | Jean-Pierre Chambellan | 0-4 ST  | 0-12        | Bang Dae-du            | 0         |         |
| 0         | Jon Rønningen          | 4-0 ST  | 12-0        | Anders Bükk            | 1         |         |
| Runda 2   |                        |         |             |                        |           |         |
| 0         | Atsuji Miyahara        | 4-0 ST  | 12-0        | Jean-Pierre Chambellan | 2         |         |
| 1         | Mihai Cișmaș           | 3-1 PP  | 5-3         | Jon Rønningen          | 1         |         |
| 0         | Bang Dae-du            | 4-0 ST  | 13-0        | Anders Bükk            | 2         |         |
| Runda 3   |                        |         |             |                        |           |         |
| 0         | Atsuji Miyahara        | 3-1 PP  | 12-10       | Jon Rønningen          | 2         |         |
| 2         | Mihai Cișmaș           | 1-3 PP  | 12-15       | Bang Dae-du            | 0         |         |
| Finał     |                        |         |             |                        |           |         |
|           | Atsuji Miyahara        | 3-1 PP  | 15-11       | Bang Dae-du            |           |         |

#### Klasyfikacja
| Zawodnik               | Przegrane | Runda | Punktacja | Finał |
| ---------------------- | --------- | ----- | --------- | ----- |
| Atsuji Miyahara        | 0         | -     | 10        | 3     |
| Bang Dae-du            | 0         | -     | 11        | 1     |
| Jon Rønningen          | 2         | 3     | 6         |       |
| Mihai Cișmaș           | 2         | 3     | 4         |       |
| Anders Bükk            | 2         | 2     | 0         |       |
| Jean-Pierre Chambellan | 2         | 2     | 0         |       |

#### Grupa B
| Przegrane | Zawodnik                  | Wynik      | Czas/Punkty | Zawodnik                  | Przegrane |         |
| Runda 1   | Runda 1                   | Runda 1    | Runda 1     | Runda 1                   | Runda 1   | Runda 1 |
| --------- | ------------------------- | ---------- | ----------- | ------------------------- | --------- | ------- |
| 0         | Taisto Halonen            | 4-0 ST     | 12-0        | Iván Garcés               | 1         |         |
| 1         | Mahmud Fath Allah Barakat | 0-4 ST     | 1-13        | Hu Richa                  | 0         |         |
| 1         | Daniel Aceves             | 0-3 P1     | 4:51        | Erol Kemah                | 0         |         |
| Runda 2   |                           |            |             |                           |           |         |
| 0         | Taisto Halonen            | 3-0 P1     | 4:50        | Mahmud Fath Allah Barakat | 2         |         |
| 2         | Iván Garcés               | 0-4 ST     | 2-14        | Daniel Aceves             | 1         |         |
| 0         | Hu Richa                  | 3.5-0.5 SP | 14-4        | Erol Kemah                | 1         |         |
| Runda 3   |                           |            |             |                           |           |         |
| 0         | Taisto Halonen            | 3-1 PP     | 9-2         | Erol Kemah                | 2         |         |
| 1         | Hu Richa                  | 1-3 PP     | 8-14        | Daniel Aceves             | 1         |         |
| Finał     |                           |            |             |                           |           |         |
|           | Hu Richa                  | 1-3 PP     | 8-14        | Daniel Aceves             |           |         |
|           | Taisto Halonen            | 1-3 PP     | 11-12       | Hu Richa                  |           |         |
|           | Daniel Aceves             | 3-1 PP     | 9-9         | Taisto Halonen            |           |         |

#### Klasyfikacja
| Zawodnik                  | Przegrane | Runda | Punktacja | Finał |
| ------------------------- | --------- | ----- | --------- | ----- |
| Daniel Aceves             | 1         | -     | 7         | 6     |
| Hu Richa                  | 1         | -     | 8.5       | 4     |
| Taisto Halonen            | 0         | -     | 10        | 2     |
| Erol Kemah                | 2         | 3     | 4.5       |       |
| Iván Garcés               | 2         | 2     | 0         |       |
| Mahmud Fath Allah Barakat | 2         | 2     | 0         |       |

### Runda finałowa[11]
| Zawodnik        | Wynik           | Czas/Punkty     | Zawodnik        |                 |
| O piąte miejsce | O piąte miejsce | O piąte miejsce | O piąte miejsce | O piąte miejsce |
| --------------- | --------------- | --------------- | --------------- | --------------- |
| Jon Rønningen   | 4-0 ST          | 14-0            | Taisto Halonen  |                 |
| O brązowy medal |                 |                 |                 |                 |
| Bang Dae-du     | 4-0 ST          | 13-1            | Hu Richa        |                 |
| Finał           |                 |                 |                 |                 |
| Atsuji Miyahara | 3-1 PP          | 9-4             | Daniel Aceves   |                 |